# Самоцветы (ВИА)
«Самоцветы» — советский и российский вокально-инструментальный ансамбль (музыкальная группа). Создатель и бессменный руководитель — народный артист России Юрий Маликов. Наиболее известен исполнением таких песен, как «Увезу тебя я в тундру», «Мой адрес — Советский Союз», «Вся жизнь впереди», «Всё, что в жизни есть у меня».

## История
В начале 1970 года выпускнику Московской консерватории по классу контрабаса Юрию Маликову предложили поехать в Японию на выставку ЭКСПО-70. В Японии Маликов увлёкся современной музыкой и особенно её технической стороной. В результате все заработанные за восемь месяцев средства были потрачены на пятнадцать ящиков музыкальной аппаратуры и инструментов для будущего коллектива.
По приезде в Москву Юрий Маликов занялся организацией ансамбля. Было прослушано огромное количество музыкантов, пока, наконец, состав коллектива не был определён. Записав с ансамблем несколько песен, Юрий Маликов обратился к режиссёру популярной радиопередачи «С добрым утром!» Екатерине Тархановой, с которой познакомился ещё в Японии (на ЭКСПО-70 она работала на стенде Всесоюзного радио) и которая, в свою очередь, представила его главному редактору передачи Эре Куденко. Песни вокально-инструментального ансамбля ей понравились, и 8 августа 1971 года в рамках программы «С добрым утром!» была сделана целая передача о новом коллективе, в исполнении которого прозвучали две песни: русская народная «Пойду ль я, выйду ль я» и — впервые — песня М. Фрадкина «Увезу тебя я в тундру». А в конце программы среди радиослушателей был объявлен конкурс на лучшее название нового ансамбля (пока он назывался ВИА под управлением Юрия Маликова). В адрес редакции пришло несколько десятков тысяч писем, в которых предлагалось 1183 разных названия. Из них музыканты выбрали «Самоцветы».
20 октября 1971 года ВИА под руководством Юрия Маликова вышел в эфир уже с новым названием «Самоцветы». Их песни звучали теперь и в программе «Маяк», и по первой программе радио, и в молодёжной редакции, и в передаче «Здравствуй, товарищ!». Но в основном вся начальная деятельность ансамбля осуществлялась через Москонцерт. Впервые «живьём» зрители увидели их на большом эстрадном концерте в летнем театре сада Эрмитаж в Москве, в котором они исполнили несколько песен.

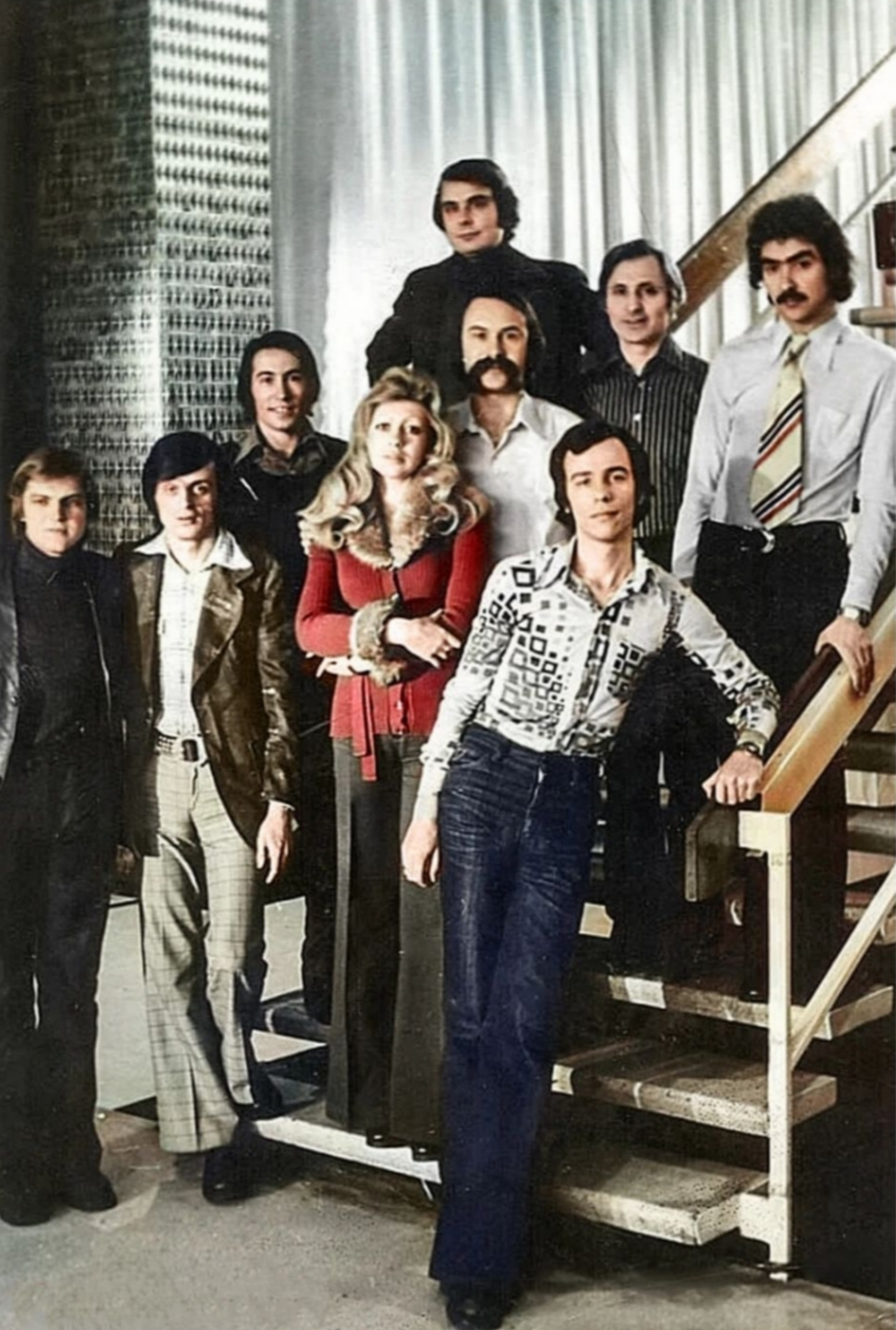
Участники ВИА Самоцветы до 1975 года: Валентин Дьяконов, Юрий Петерсон, Анатолий Могилевский, Сергей Березин, Ирина Шачнева, Геннадий Жарков, Николай Михайлов, Юрий Генбачёв и Алексей Шачнев. 1975

Первый состав ансамбля постепенно видоизменялся, и в конце концов выделилась основная группа исполнителей, с которыми и записывались потом самые известные песни «Самоцветов». Это Ирина Шачнева, Эдуард Кролик, Сергей Березин, Геннадий Жарков, Валентин Дьяконов, Николай Раппопорт. В течение 1972 года пробовались и другие музыканты. В коллектив пришли Юрий Генбачев, Анатолий Могилевский, Юрий Петерсон. Этому сформировавшемуся первому составу «Самоцветов» обязаны своей популярностью песни, составившие «золотой фонд» ансамбля: «Увезу тебя я в тундру», «Не повторяется такое никогда», «Добрые приметы», «Верба», «Не надо печалиться», «У деревни Крюково», «Строим БАМ», «Если сердцем молод», «Горлица», «Песня моя, песня», «Снежинка», «Школьный бал», «Багульник», «Там, за облаками», фестивальная «Песня о дружбе», «У нас, молодых», «На Земле живёт любовь», «За того парня», «Экипаж — одна семья» и др. Песни «Самоцветов» — результат сотрудничества с композиторами М. Фрадкиным, С. Туликовым, Э. Ханком, В. Добрыниным, О. Ивановым, Я. Френкелем, 3. Бинкиным, А. Экимяном, Н. Богословским, поэтами П. Леонидовым, М. Пляцковским, Р. Рождественским, И. Шафераном, Л. Дербенёвым, М. Рябининым, С. Островым, Е. Долматовским. А песня Д. Тухманова на стихи В. Харитонова «Мой адрес — Советский Союз» долгие годы была визитной карточкой коллектива: ею начинался и заканчивался каждый его концерт.
В 1972 году ансамбль «Самоцветы» впервые поехал на шлягер-фестиваль в Дрезден. Солист ансамбля Валентин Дьяконов занял шестое место в общем зачёте из 25 исполнителей, а в Дрездене вышла пластинка с четырьмя песнями «Самоцветов». Это было, пожалуй, первое серьёзное творческое испытание. В дальнейшем ВИА «Самоцветы» стал лауреатом международных музыкальных фестивалей и конкурсов в Варшаве, Берлине, Праге, Гаване, Милане, показывал своё искусство в странах Латинской Америки и Африки. Много и с большим успехом ансамбль гастролировал по СССР. С 1972 года коллектив постоянно выступал в Лужниках: с сольными концертами, концертными отделениями, в сборных программах. В 1974—1975 годы «Самоцветы» давали по десять концертов за десять дней на стадионе «Динамо». Концерты проводились при любой погоде и шли с аншлагом — собирали около 17 тысяч зрителей. Гастрольные поездки «Самоцветов» охватывали более 30 городов СССР: Киев, Минск, Алма-Ату, Тбилиси, Ростов, Куйбышев, Уфу, Свердловск и многие другие. Работая на гастролях, выступали на больших стадионах и во дворцах спорта.
В 1975 году, на пике известности, в результате творческого кризиса большинство солистов ушли из «Самоцветов» и создали свой коллектив — ВИА «Пламя», а Юрий Маликов набрал новый состав. За двадцать дней ему удалось сформировать фактически новый коллектив (из старого состава остались Александр Брондман, Евгений Курбаков, постановочная группа и только что зачисленный в ВИА в качестве солиста Владимир Винокур) и подготовить целый сольный концерт с новыми исполнителями, наполовину обновив репертуар. В новый состав «Самоцветов» вошли музыканты-профессионалы: барабанщик В. Полонский, пришедший из ВИА «Весёлые ребята», трубач Валерий Беседин из Москонцерта, аранжировщик и пианист Виталий Кретюк, ранее работавшие в ансамбле «Москвичи» с Аллой Пугачевой и Юлием Слободкиным в программе «Ты, я и песня», гитарист Валерий Хабазин из ВИА «Весёлые ребята», Елена Кобзева (Преснякова) и Владимир Пресняков из коллектива «О чём поют гитары». Через «Самоцветы» прошли Алексей Глызин, Владимир Кузьмин, Александр Барыкин, Вячеслав Добрынин, Аркадий Хоралов, Сергей Беликов, Андрей Сапунов.
ВИА «Самоцветы» стремился оживить концертную форму выступлений. Режиссёрское построение концерта включало точные световые акценты, подчёркивающие движение программы, рождающие атмосферу внимания и сосредоточенности, а там, где необходимо, ломающие ритм действия и настроение. Именно в «Самоцветах» дебютировал в качестве пародиста Владимир Винокур, позднее его заменил юморист Сергей Кузнецов.
В середине 1980-х годов «Самоцветы» стали терять своего слушателя. С появлением многочисленных поп-групп («Ласковый май», «Мираж» и др.) и новых солистов популярность «Самоцветов» упала. В 1987 году в «Самоцветах» дебютировал Дмитрий Маликов.
В 1992 году Юрий Маликов был вынужден приостановить деятельность ансамбля. После этого он начал заниматься молодёжным телевизионно-артистическим клубом «Корус», снимал телепередачи и клипы, возглавлял жюри различных песенных конкурсов, был участником футбольного клуба «Старко». Валентин Дьяконов стал аранжировщиком и звукорежиссёром, Олег Слепцов создал собственную группу, Александр Нефёдов занялся сольной карьерой, Владимир Пресняков-старший и Елена Преснякова начали работать вместе с сыном.
В 1995 году Юрию Маликову предложили для передачи «Золотой шлягер» принять участие и организовать эфир, посвящённый ВИА «Самоцветы». На съёмку собралось более 30 артистов из составов разных времён. После этого некоторые участники ансамбля решили возобновить выступления — «Самоцветы» возродились. Под знаменем «Самоцветов» возобновили деятельность Елена Преснякова, Александр Нефёдов, Олег Слепцов и Георгий Власенко. К выступлениям также привлекалась Ирина Шачнева совместно с бывшими участниками ВИА «Самоцветы» и ВИА «Пламя»: Валентин Дьяконов, Евгений Курбаков, Валерий Белянин, Григорий Рубцов, Сергей Кузнецов, Сергей Ухналёв  и Виктор Аникиенко.
В репертуаре «Самоцветов» около 150 песен, многие из которых стали отечественной песенной классикой и вошли в энциклопедию советской и российской эстрады.
ВИА «Самоцветы» — лауреат многочисленных телевизионных фестивалей «Песня года»: (дебютировали на Песне-73 с двумя песнями Мой адрес – Советский Союз и Увезу тебя я в тундру; после чего на Песне-74 исполнили опять две песни «Не повторяется такое никогда» и «Там, за облаками», на Песне-77 опять вышли в финал с двумя песнями «Бамовский вальс», «Я люблю этот мир»).
ВИА «Самоцветы» —лауреат V Всесоюзного конкурса артистов эстрады (1974),  лауреат «Национальной премии Попова в области радиовещания». Юрий Маликов в 2000 году в связи с 30-летием ВИА «Самоцветы» получил звания лауреата национальной музыкальной премии «Овация» и премии «Золотой граммофон» «Русского радио».
В 2006 году Юрий Маликов совместно с Инной Маликовой создал коллектив «Новые Самоцветы». Юбилейный праздничный концерт ВИА «Самоцветы» состоялся 16 ноября 2006 года в Государственном Кремлёвском дворце. Событие транслировалось по телеканалу «Россия-1».
С 2021 года Олег Слепцов, приостановив свою деятельность в «Самоцветах», уехал в США, где проживает c супругой по настоящее время, а в 2023 году участником группы стал музыкант Анатолий Котов.
В 2022 году ВИА «Самоцветы» принял участие в марафоне «Zа Россию» в поддержку России.. 1 июня 2022 года Латвия запретила участникам группы въезд в страну из-за поддержки вторжения и оправдывания российской агрессии.

## Участники
Действующий состав группы:
| | | |
| Юрий Маликов — художественный руководитель и участник (бас-гитара, бэк-вокал) с 1971 года по настоящее время. Народный артист России (2007). | Елена Преснякова — вокал (1975 — н. в.). Солистка коллектива с осени 1975 года по настоящее время. До «Самоцветов» имела большой опыт работы на эстраде, выступая в различных ансамблях. В 1975 году вместе с мужем Владимиром Пресняковым была приглашена Юрием Маликовым в «Самоцветы», в котором работает по настоящее время. В 2002 году ей было присвоено звание «Заслуженный артист России». | Александр Нефёдов — вокал, гитара (1980 — н. в.). Профессиональный певец, в ансамбле «Самоцветы» работает с 1980 года. Окончил музыкальное училище им. Ипполитова-Иванова. Пришёл в «Самоцветы» из ВИА «Поют гитары» в 1980 году в качестве вокалиста и гитариста. Во время приостановки концертной деятельности «Самоцветов» занимался сольной карьерой. В 1995 году вернулся в «Самоцветы». |

| | |
| Георгий Власенко — клавишные, вокал (1985—1987, 1995 — н. в.). Выпускник Харьковского института искусств по классу хорового дирижирования. Работал в популярных эстрадных коллективах СССР. Активно принимает участие во всех аранжировках группы, играет на клавишных инструментах, исполняет песни, является репетитором. Работу на профессиональной сцене начал в 1975 году в Белорусской филармонии в ансамбле певца Виктора Вуячича. С 1977 года работал в московских концертных программах варьете. Занимался записью музыки к фильмам на студии «Мосфильм». С 1981 года работал в группе Стаса Намина «Цветы». Был участником «Самоцветов» с 1985 по 1987 годы. С 1987 по 1995 годы работал в ансамблях Лаймы Вайкуле и Михаила Муромова. Вернулся в «Самоцветы» в 1995 году. | Анатолий Котов — гитара, бэк-вокал (2023 — н. в.). С 2006 год является саунд-продюсером и аранжировщик ВИА «Самоцветы». В 2023 году стал участником (гитаристом) «Самоцветов». |

### Все участники
Список участников:
- Асламазян Тигран (бэк-вокал, саксофон)
- Барыкин Александр (гитара, вокал)
- Беликов Сергей (бас-гитара, вокал)
- Березин Сергей (клавишные, вокал)
- Беседин Валерий (труба)
- Брондман (Брандов) Александр (вокал, бонги)
- Винокур Владимир (конферанс, вокал)
- Власенко Георгий (клавишные, вокал)
- Генбачёв Юрий (ударные)
- Глызин Алексей (гитара, вокал)
- Горбачёв Сергей (бас-гитара)
- Дьяконов Валентин (гитара, вокал)
- Добрынин Вячеслав (гитара, вокал)
- Жарков Геннадий (труба, бэк-вокал)
- Казанцев Евгений  (бас-гитара)
- Кальянов Александр (вокал)
- Ковылин Алексей (бас-гитара)
- Кондаков Алексей (вокал, клавишные)
- Кретюк Виталий (клавишные)
- Кролик Эдуард (гитара, вокал)
- Кузнецов Сергей (конферанс, вокал)
- Кузьмин Владимир (гитара, скрипка, клавишные, вокал)
- Курбаков Евгений (гитара, вокал)
- Лобанов Борис (гитара)
- Маликов Дмитрий (клавишные, вокал)
- Маликов Юрий (худ. рук., бас-гитара, бэк-вокал)
- Маликова (Вьюнкова) Людмила (бэк-вокал, хореография)
- Миансаров Андрей (клавишные)
- Милославский Алексей (гитара)
- Могилевский Анатолий (вокал, труба, клавишные)
- Моисеев Юрий (гитара, вокал)
- Мялик Игорь (гитара)
- Нефёдов Александр (гитара, вокал)
- Пахомов Евгений (вокал)
- Петерсон Юрий (саксофон, вокал)
- Пильщик Лев (вокал)
- Погожев Олег (соло-гитара)
- Полонский Владимир (ударные)
- Пресняков Владимир (саксофон, клавишные)
- Преснякова Елена (вокал)
- Пузырёв Алексей (гитара, бэк-вокал)
- Раппопорт (Михайлов) Николай (ударные)
- Рыбаков Андрей (вокал, клавишные)
- Сапунов Андрей (вокал)
- Селезнев Валерий (гитара, вокал)
- Слепцов Олег (вокал)
- Слизунов Александр (клавишные, вокал)
- Хабазин Валерий (гитара)
- Хоралов Аркадий (клавишные, вокал)
- Шачнева Ирина (клавишные, вокал)[16][17]

Также в составе ВИА «Самоцветы» выступали:
- Аникиенко Виктор (гитара, вокал)
- Белянин Валерий (гитара, вокал)
- Востоков Роман (ударные)
- Мисакян Давид (ударные)
- Мухин Владимир
- Первушин Алексей (клавишные)
- Рубцов Григорий (бас-гитара, вокал)
- Ухналёв Сергей (кларнет, саксофон, клавишные)
- Чекалин Михаил (гитара)
- Шачнев Алексей (бас-гитара)

## Дискография
Творчество коллектива включает в себя следующие альбомы и сборники песен:
- 1973 — ВИА «Самоцветы» Мелодия — 33Д—034981 (LP), 33СМ 04445-46 (LP) ГОСТ 5289-68
- 1975 — У нас, молодых (Мелодия — С 60—05893 (LP))
- 1980 — Путь к сердцу (Мелодия — С 60—14165 (LP))
- 1982 — Прогноз погоды (Мелодия — С60 18949 (LP))
- 1995 — Там, за облаками (Apex Records AXCD 2-0058 (CD))
- 1996 — Всё, что в жизни есть у меня (APEX Records — AXCD 2-0080 (CD))
- 1996 — Двадцать лет спустя (Gala Records — GLCD1019601-47 (CD))
- 1997 — Мы стали другими (Gala Records — GL 10208 (CD))
- 2003 — Колоколенка
- 2003 — Первая любовь (Синтез Продакшн — SP308CD (CD))
- 2004 — Любовное настроение (Никитин — ТФН-CD 192/04 (CD))
- 2008 — ВИА «Самоцветы» (Мелодия — MEL CD 60 01359 (CD)), компиляция, дата записи: 1974 — 1982
- 2009 — «Самоцветы» GRAND Collection (Квадро-Диск — GCR 274 (CD))
- 2011 — «Самоцветы» в окружении звёзд

## Наиболее известные песни коллектива
- Али-баба (Ю. Маликов, В. Пресняков — И. Шаферан)
- Багульник (В. Шаинский — В. Петров)
- Бамовский вальс (С. Туликов — М. Пляцковский)
- Будьте счастливы (В. Добрынин — М. Рябинин)
- Бумажный кораблик (В. Пресняков, Ю. Маликов — Б. Пургалин, Б. Салибов)
- Верба (Э. Ханок — Ю. Рыбчинский)
- Всё, что есть у меня (В. Добрынин — Л. Дербенёв)
- Вся жизнь впереди (А. Экимян — Р. Рождественский)
- Горлица (О. Иванов — С. Кирсанов)
- Если будем мы вдвоём (В. Добрынин — В. Добрынин)
- За того парня (М. Фрадкин — Р. Рождественский)
- Лето, лето, лето… (Ю. Маликов, В. Пресняков — Б. Евгеньев)
- Мой адрес — Советский Союз (Д. Тухманов — В. Харитонов)
- На дальней станции сойду (В. Шаинский — М. Танич)
- На Земле живёт любовь (В. Добрынин — Л. Дербенёв)
- Налетели дожди (Д. Тухманов — В. Харитонов)
- Не надо печалиться (А. Экимян — Р. Рождественский)
- Не повторяется такое никогда (С. Туликов — М. Пляцковский)
- Песня о дружбе (Н. Богословский — М. Танич)
- Строим БАМ (З. Бинкин — В. Петров)
- Там, за облаками (С. Туликов — Р. Рождественский)
- У деревни Крюково (М. Фрадкин — С. Островой)
- У нас, молодых (В. Добрынин, Ю. Маликов — В. Харитонов)
- Увезу тебя я в тундру (М. Фрадкин — М. Пляцковский)
- Чернобровая дивчина (Р. Мануков — Т. Сашко)
- Школьный бал (С. Дьячков — П. Леонидов)
- Экипаж — одна семья (В. Плешак — Ю. Погорельский)
- Я люблю этот мир (В. Мигуля — Л. Дербенёв)[19]